# Bhleg
Bhleg (indogermanisch „brennen“) ist der Name einer schwedischen Pagan-Metal-Band aus dem westgötaländischen Gothenburg. Derzeit steht sie bei Nordvis Produktion unter Vertrag.

## Diskografie
- 2014: Draumr ást (Album, CD, Nordvis Produktion, Bindrune Recordings)
- 2018: Solarmegin (Album, 2xCD, Nordvis Produktion)
- 2019: Sorlande Sky / Majestic Translucence (Split-Single mit Nechochwen, 7”-Vinyl, Nordvis Produktion)
- 2019: Äril (EP, CD/12”-Vinyl, Nordvis Produktion)
- 2021: Ödhin (Album, CD/12”-Vinyl, Nordvis Produktion; MC, Tour De Garde)
- 2022: Fäghring (Album, CD/12”-Vinyl, Nordvis Produktion)